# Estádio Fernando França
O Estádio Fernando França é um estádio de futebol localizado na cidade de Carmópolis, no estado de Sergipe, pertence a prefeitura municipal de Carmópolis e tem capacidade para 2.500 pessoas. É utilizado como mando de campo para os jogos dos clubes local, a Sociedade Esportiva River Plate e a Associação Desportiva Carmópolis. O estádio foi reformado em 2011 elevando sua acomodação para 5.000 torcedores.

## Reforma e reinauguração
Após reformas no estádio do Complexo Idalito Oliveira, estádio o qual levava o mesmo nome, agora tem o nome "Estádio Fernando França", em homenagem ao grande desportista sergipano.. 
Com o objetivo de oferecer ao torcedor comodidade e qualidade , o Estádio Desportivo “Fernando França”, na cidade de Carmópolis foi inaugurado com uma estrutura que inclui cabines para a imprensa, novo gramado,  posto policial, posto médico, mais uma arquibancada, tribuna de honra,  banheiros, túnel para vestiários, búricas para os reservas e iluminação apropriada.
Seria mais uma tarde comum na pacata Carmopolis, não bastasse o retorno da equipe local (River Plate), aos gramados do estádio do Complexo Idalito Oliveira (estádio Fernando França), para modificar o que seria comum nas terras do ouro negro. Em uma tarde histórica para o futebol sergipano e para a historia de Carmópolis, o River Plate recebeu o Confiança pela terceira rodada do sergipano 2011.